# Apoidea
Apoidea é uma importante superfamília da ordem de insetos Hymenoptera, que inclui diversas linhagens de vespas e abelhas. Tradicionalmente, estas eram subdivididas dentre duas linhagens principais dentro desta superfamília: Spheciformes (de vespas caçadoras parasitoides) e a Anthophila (das diferentes linhagens de abelhas), que serão melhor detalhadas mais abaixo. 
São quase todas linhagens bem comuns e bastante distribuídas, sobrevoando a vegetação atuando como polinizadores e como predadores e caçadores de outros invertebrados, principalmente insetos. 
Sempre vale lembrar também que, nesta ordem, os machos nunca apresentam ferrão, logo são quase sempre inofensivos de serem manuseados. Ambos os sexos apresentam asas, neste grupo.

## Morfologia geral
Insetos alados, de porte mediano a grande, e com metassoma peciolado e bastante móvel, com o qual conseguem aplicar um ferrão bem desenvolvidos para diversos usos, como defesa e ofensa. Mais tecnicamente,apresentam pronoto com ápice posterolateralmente separado da tégula por um espaço bem evidente na cutícula, margem posterodorsal do pronoto ampliada em formato de um U, com um lóbulo fortemente convexo e frequentemente circular que recobre o espiráculo. Metaposnoto grande e bem exposto, fundido ao propodeo, que apresenta formato como que de um triângulo expandido posteromedialmente. A venação das asas é bem desenvolvida, normalmente nas asas anteriores apresentando de 9 a 10 células fechadas, e as asas posteriores com uma ou duas células fechadas e normalmente portando um lóbulo jugal. Primeiro e segundo esternos metassomais contínuos. Corpo apresentando setas ramificadas (dando-lhe um aspecto "peludinho"). Ovipositor recolhido e escondido quando em repouso, modificado em um ferrão bem funcional. Em suma, todos himenópteros aculeados apóides apresentam dimorfismo sexual evidente nas antenas, em que os machos apresentam 11 segmentos (sendo normalmente mais fina e filiforme) e as antenas das fêmeas apresentam 12 segmentos (sendo normalmente um pouco mais grossa na ponta, e tendendo a ser dobrada no meio como num cotovelo, dita "geniculada"). 

## Diversidade e Filogenia
Apoidea trata-se esta de uma das três grandes superfamílias que englobam todos os himenópteros com ferrão, chamados tecnicamente da subordem Aculeata. Dentre estas, Chrysidoidea é a linhagem mais basal dentro de Aculeata, seguido de Vespoidea que é um grupo irmão de Apoidea. Estima-se que a superfamília some atualmente quase trinta e cinco mil espécies. Engloba tradicionalmente três famílias de vespas "esfecomorfas" (ou Spheciformes): Heterogynaide, Sphecidae e Crabronidae; e oito famílias de abelhas (Stenotritidae, Colletidae, Andrenidae, Halictidae, Melittidae, Megachilidae e Apidae) sob a divisão de apóides "melissomorfas" (ou Apiformes), além da família de vespas caçadoras Ampulicidae. Estas duas subdivisões já foram, no passado, tratadas oficialmente como famílias e superfamílias (p.ex. Sphecoidea), mas o uso foi abandonado pela demonstração de serem pouco explicativas evolutivamente. Fica evidente como ainda resta bastante inconsistência acerca das interrelações filogenéticas destes grupos, de forma que o caso é ilustrativo da atual convenção de utilizar apenas a categoria de superfamília como explicativa da diversidade em Hymenoptera, dado que tem se mostrado a categoria taxonômica mais estável da ordem.
Alguns autores agrupam as famílias de abelhas citadas entre parênteses acima como pela categoria de subfamílias dentro de Apidae, mas este não é um consenso atual, principalmente por não se saber qual delas seria a linhagem mais ancestral. De forma mais amplas, acredita-se que as linhagens mais basais (ancestrais) de todos apóides tenham sido Heterogynaide e Ampulicidae, seguidos de Sphecidae, que teria dado origem a Crabronidae e todas demais abelhas. Mas também é possível que uma parte de Crabronidae (tratada, por alguns autores, como uma família a parte, Ammoplanidae) tenha dado origem evolutiva a todas as linhagens de abelhas. De qualquer modo, acredita-se que a linhagem das abelhas tenha se originado no período Cretáceo Médio, há cerca de 125 milhões de anos, juntamente com a expansão terrestre das plantas com flores (Angiospermas). 
Como fica evidente por esta gama de linhagens, a diversidade de morfologia e de hábitos de vida de Apoidea é muito grande, mas a monofilia da superfamília apresenta bom suporte taxonômico, pela seguinte combinação única de caracteres: pronoto com uma redução de angulatura acima do lobo espiracular, angulo ventral do pronoto consideravelmente pronunciado na região mediana, bordos laterais bem evidentes no pronoto, ausência de músculo interfurcal, metaposnoto expandido posterolateralmente formando um propodeo em formato triangular, , prepecto fundido ao mesepisterno, e o comportamento de construção de um ninho antes da captura de presas para a prole. Trata-se, este último caractere, como um exemplo bastante singular da importância de estudos comportamentais em filogenia evolutiva integrativa, e os hábitos de construção de ninhos pelas vespas e abelhas solitárias adquiriram forte apelo para a taxonomia do grupo.
Acredita-se que a Região Neotropical seja onde está a maior diversidade não descrita de espécies nesta superordem, sendo então a região a mais promissora para desenvolver estudos descritivos e de ocorrência.

## Biologia Geral
Incluem diversas linhagens de vespas caçadoras e as abelhas que alimentam-se de pólen e néctar. Exceções incluem ocasionais forrageadoras de cadáveres e ovos de vertebrados. A maioria das espécies do grupo são solitárias, mas inclui diversos graus de himenópteros sociais, desde comunais até os eussociais. Ademais as famílias mais tímidas de vespas do grupo, esta superfamília destaca-se pelas abelhas e formas aparentadas, que estão amplamente distribuídas. As vistosas abelhas euglossinas fascinaram Darwin em suas viagens pelo Novo Mundo, tanto pela complexidade de sua associação com as flores, como pela impressionante aparência de cores metalizadas. Enfim, são um grupo cativante para os interessados em aprender sobre os insetos, dada a diversidade e complexidade biológica.